# Makon
Makon (ryska: Маконь) är ett vattendrag i Belarus.   Det ligger i voblasten Minsks voblast, i den centrala delen av landet, 60 km öster om huvudstaden Minsk.
Omgivningarna runt Makon är en mosaik av jordbruksmark och naturlig växtlighet. Runt Makon är det ganska glesbefolkat, med 24 invånare per kvadratkilometer.